# Морський стиль (мода)

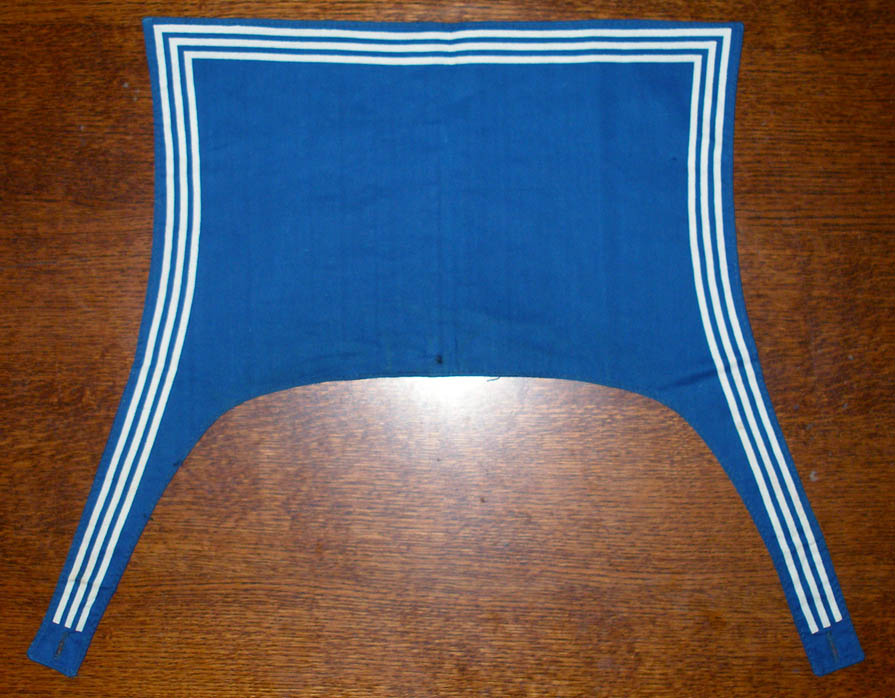
Український формений матроський комір («гюйс»)

Морський стиль, матроска — різновид стилю одягу, взуття або аксесуарів, що відрізняється запозиченими елементами флотського костюма (синьо-біла смужка, що нагадує тільняшку і матроський комір), зображеннями снастей корабля (наприклад, якір) тощо. Курортний гардероб зазвичай містить предмети одягу в цьому стилі.

## Історія
Батьківщина даного стилю — Велика Британія. Королева Вікторія сприяла його популярності, одягнувши свого сина в костюм моряка.
У другій половині XIX — початку XX століття цей стиль часто знаходив відображення в жіночій і чоловічій моді. У XIX — початку XX століття морський стиль був обов'язковим атрибутом дитячого одягу представників вищого суспільства Європи і Російської імперії.

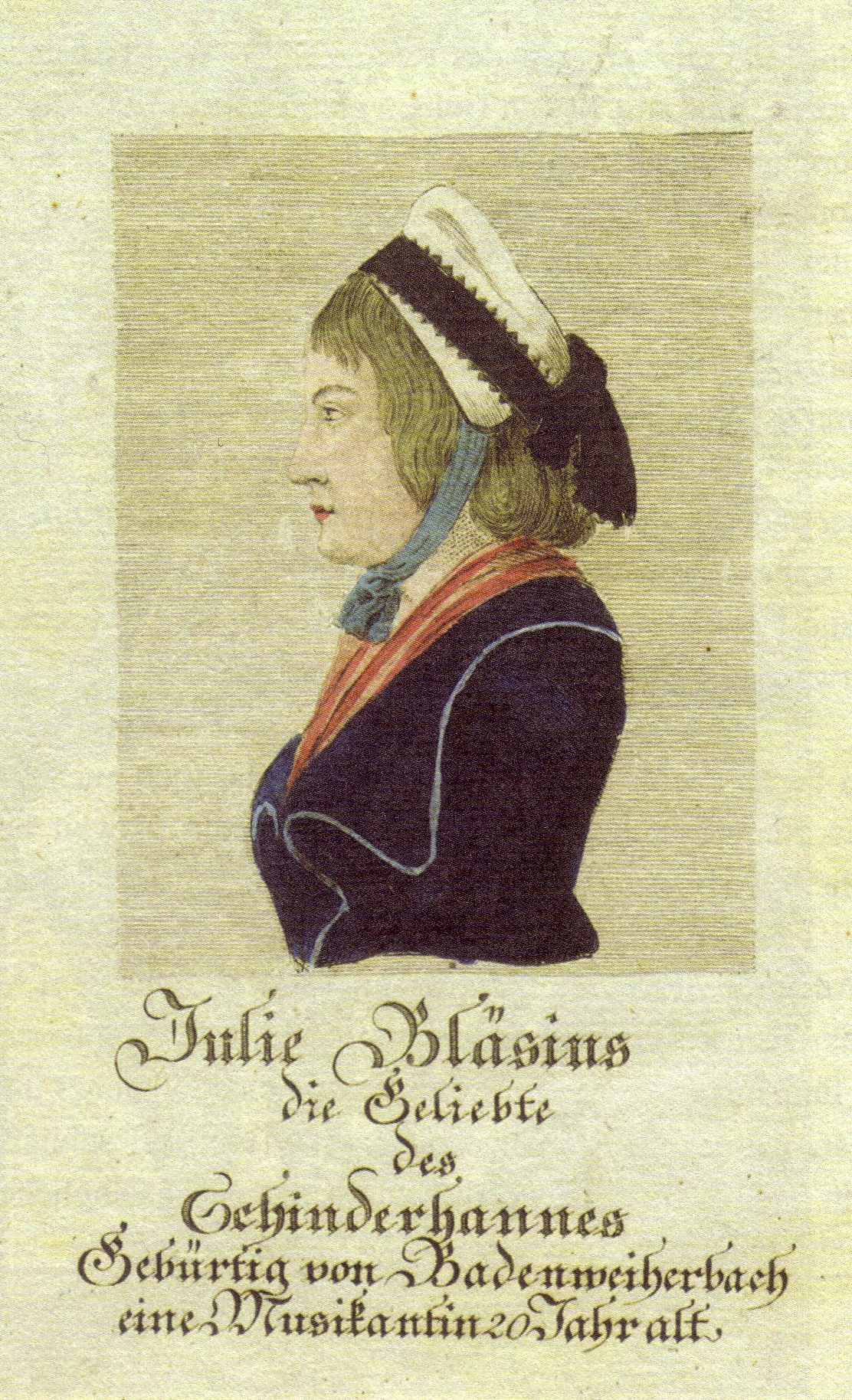
1803
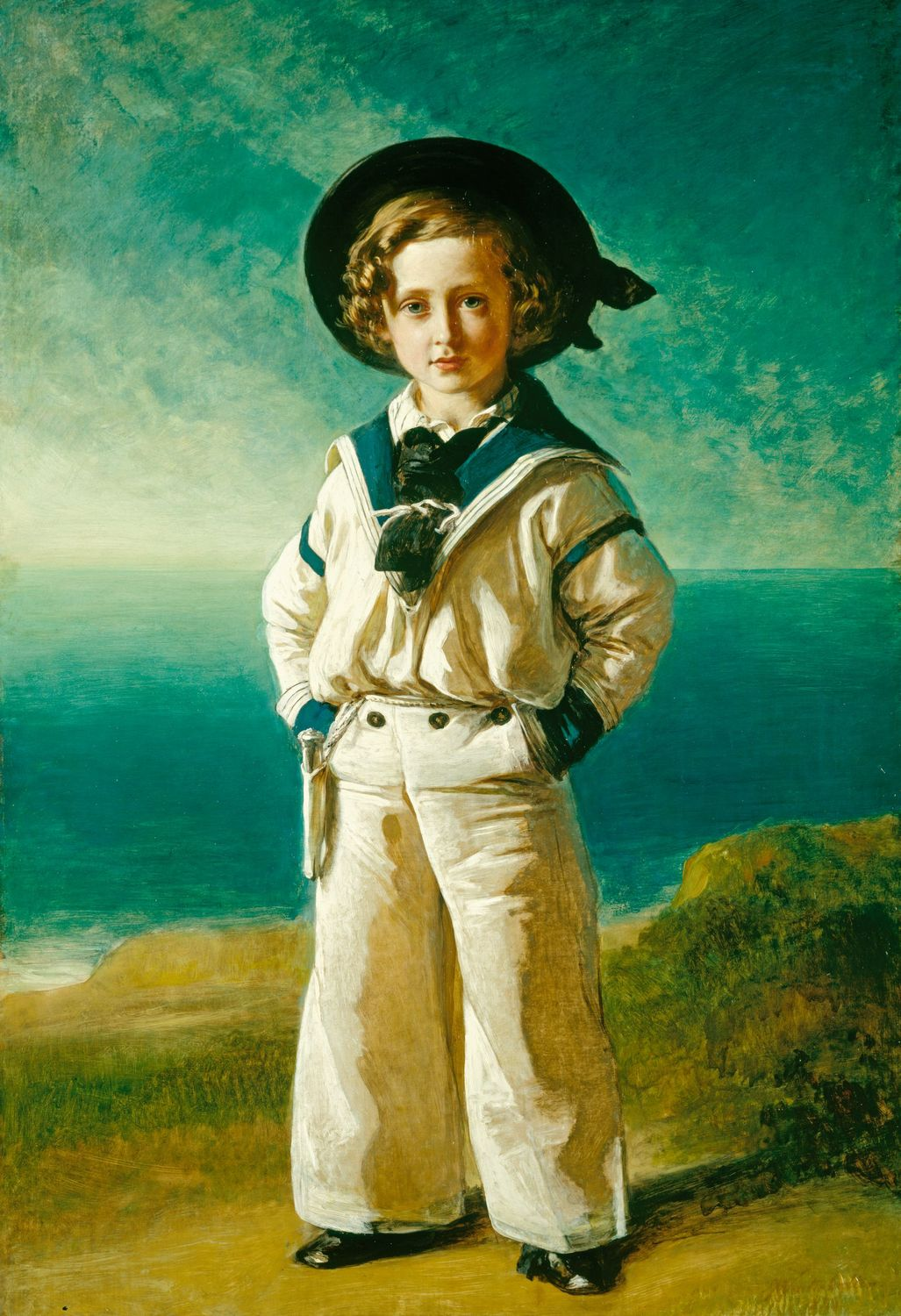
1846
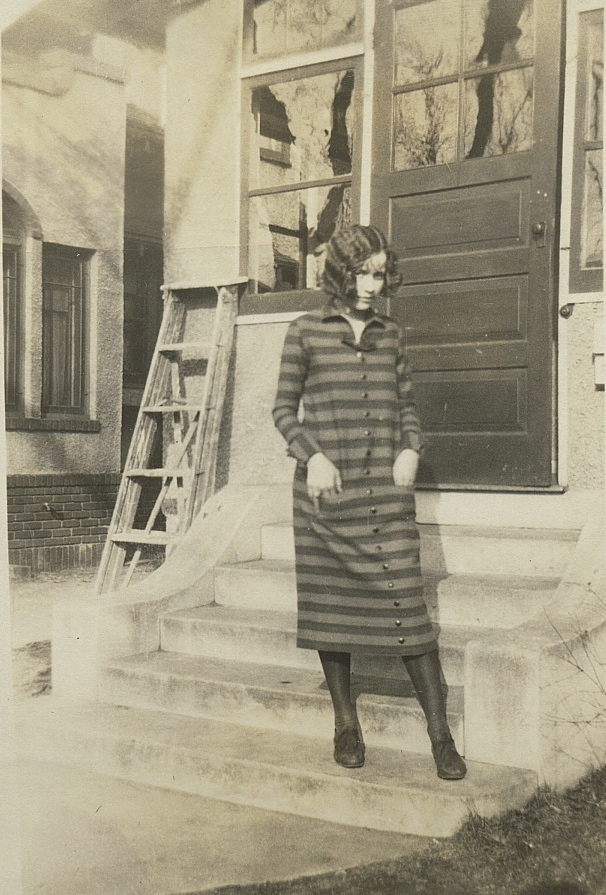
Топ в морському стилі. 1925 рік.
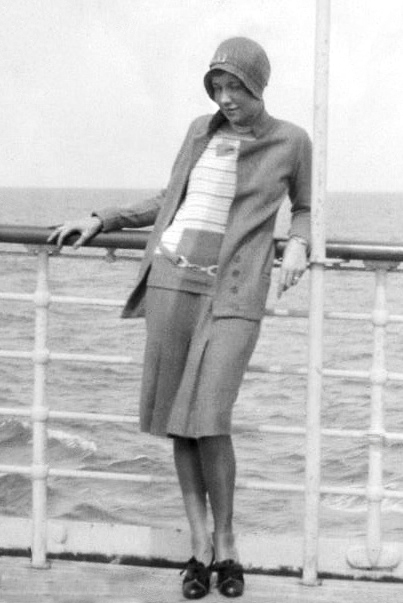
Костюм в морському стилі. 1929 рік.

Колекції в морському стилі випускалися під марками
- Вів'єн Вествуд: колекція Pirate 1981] року
- Chanel
- YSL
- Dolce & Gabbana: колекція весна-літо 2009 року[3]
- Diesel: колекція весна-літо 2009 року[4]
- Fam Irvoll: колекція весна-літо 2009 року
- Musto: колекція 2010 року

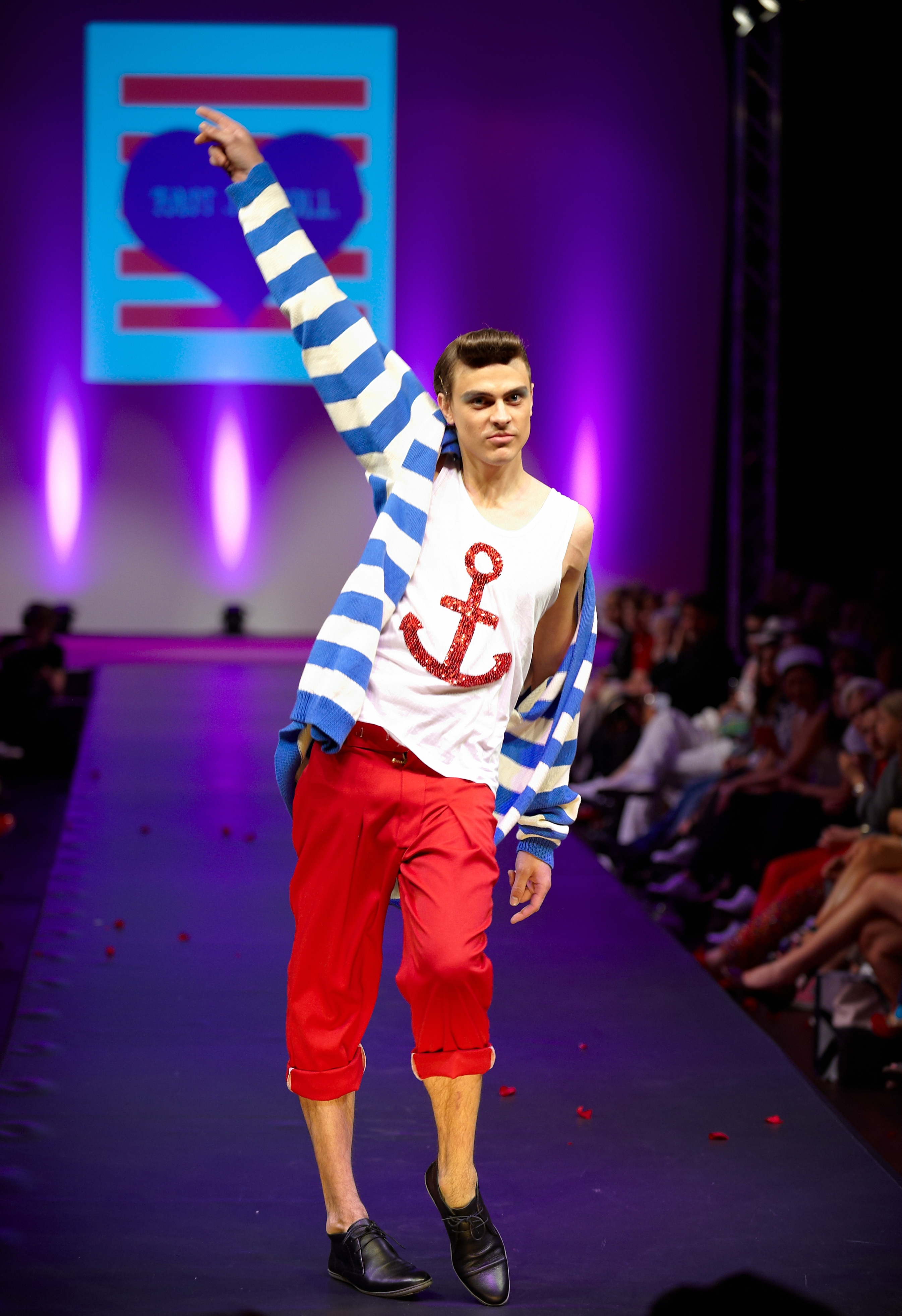
Морський стиль від Fam Irvoll. Тиждень моди 2009 року в Осло.
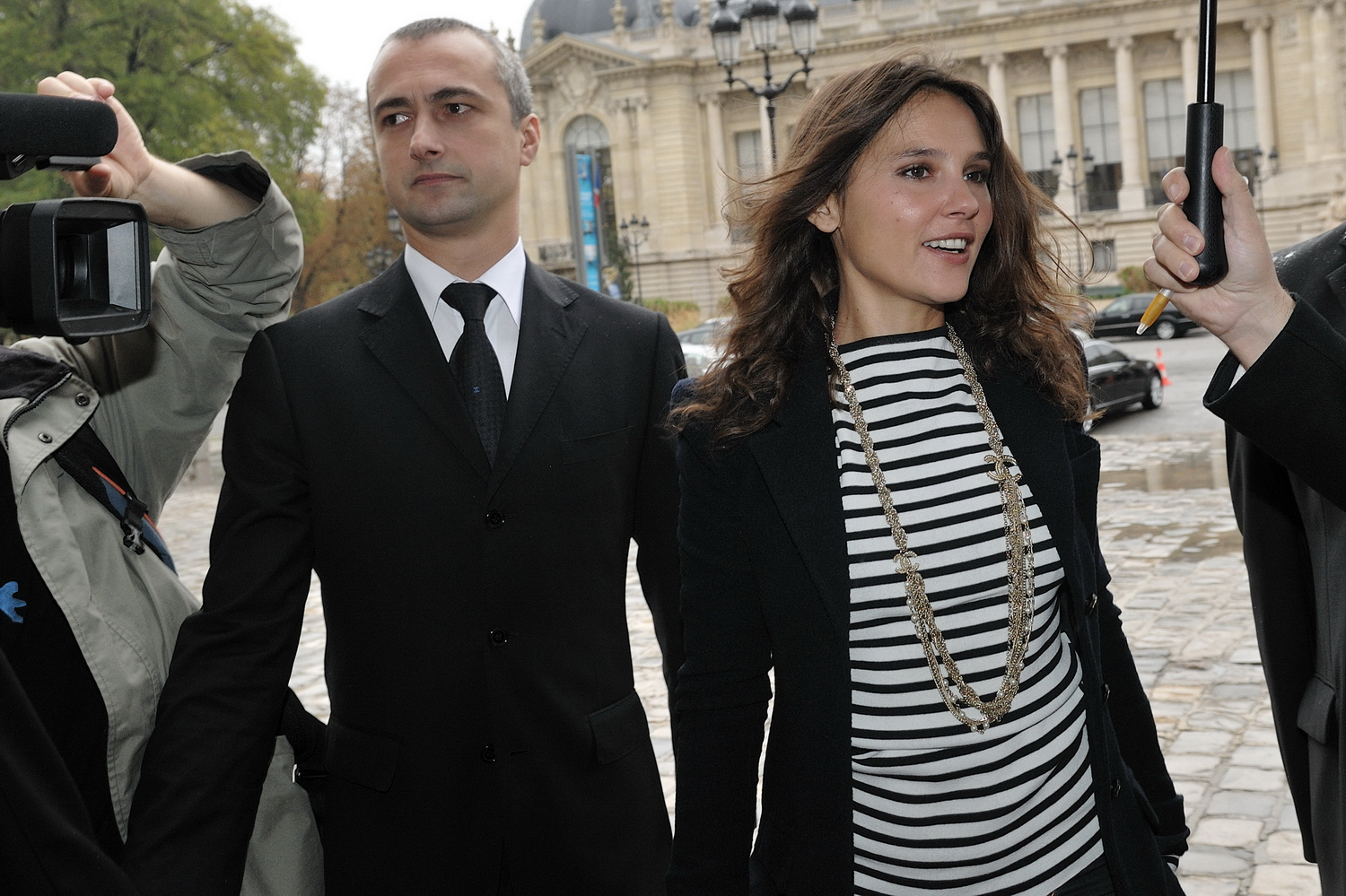
Вірджинія Ледоєн з супутником, одягнена в морському стилі від Chanel колекції 2009 року)

## Японська шкільна форма в морському стилі

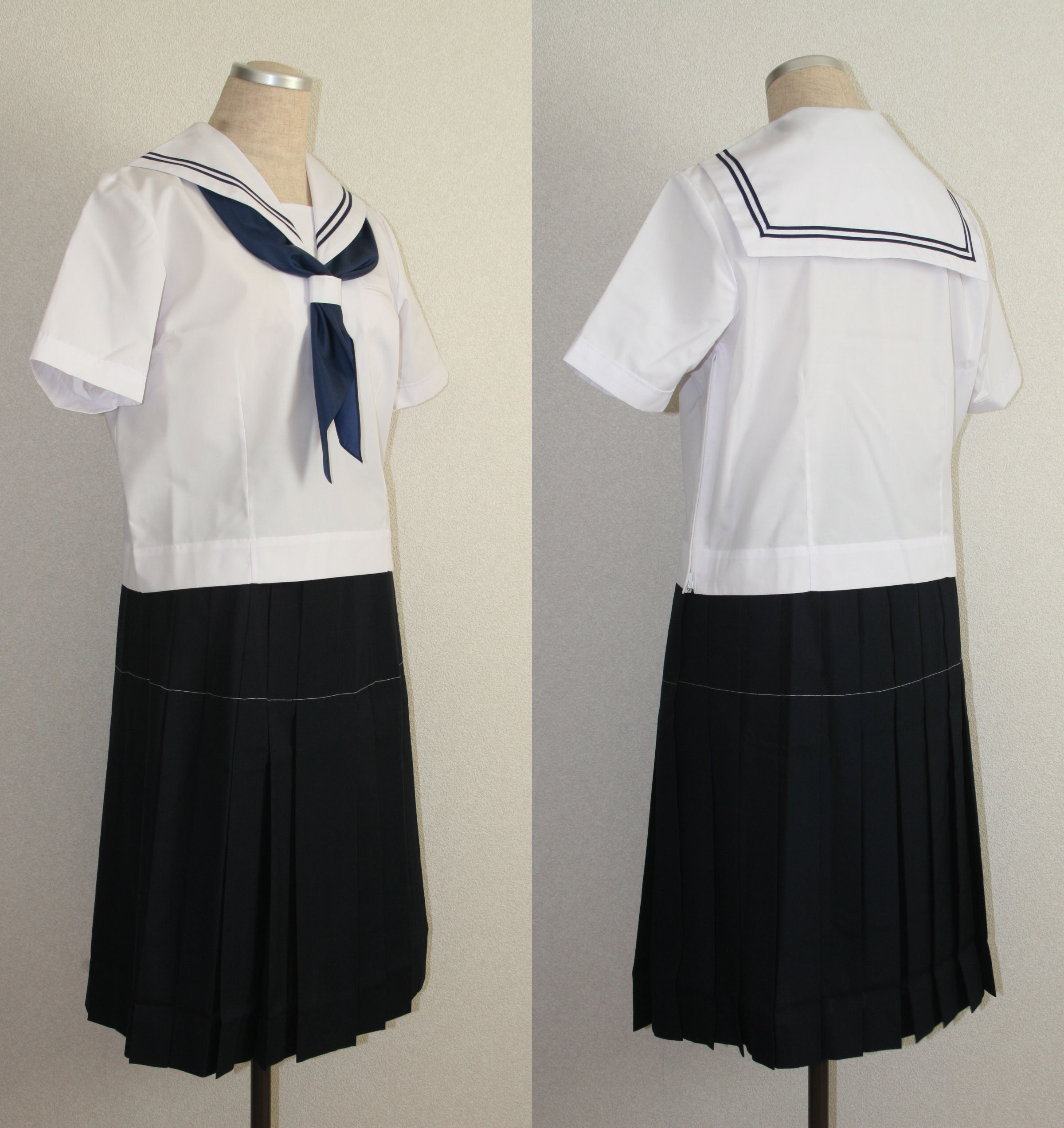
літній варіант
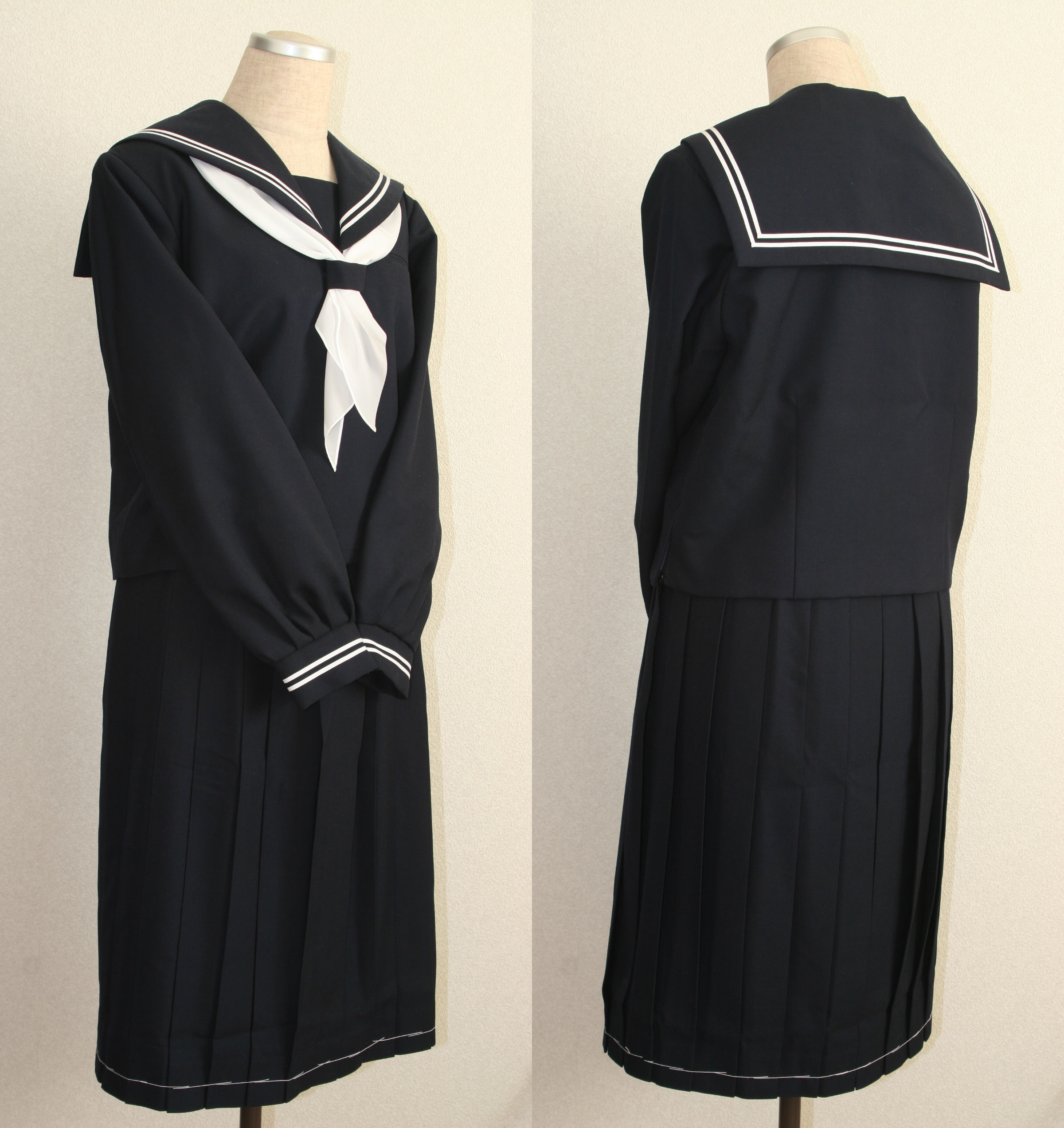
зимовий варіант